# Espoir (philosophie)
Pour les articles homonymes, voir Espoir.

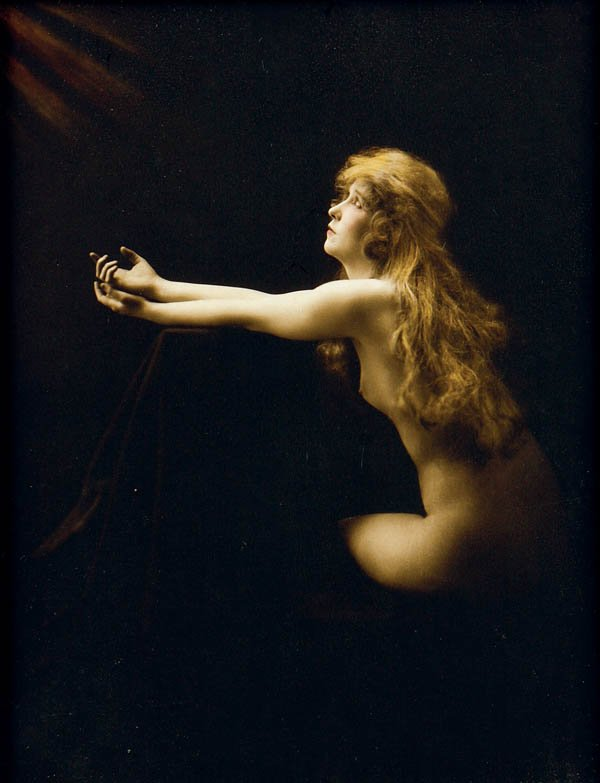
Une lueur d'espoir, photographie allégorique par Charles Gilhousen, vers 1915.

L’espoir est une disposition de l'esprit humain reposant sur l'attente d'une situation meilleure à celle existante. Considéré comme une émotion, voire comme une passion, l'espoir est à ce titre opposé au désespoir.
Ayant fait l'objet de nombreuses études philosophiques, le mot « espoir » est à distinguer du mot « espérance », alors qu'il est au contraire coutume de considérer les deux termes comme synonymes.

## Religions et mythologies

### Religions antiques

#### Grèce
Dans la mythologie grecque, le mythe de Pandore, relaté par Hésiode dans la Théogonie et Les Travaux et les Jours,,, raconte comment les dieux se vengent des mortels en leur envoyant la première femme, Pandore, qui ouvre le couvercle de la jarre où sont enfermés tous les maux. Les maux s'échappent et accablent l'humanité, mais Pandore referme la jarre juste à temps pour y conserver l'espoir (ἐλπίς, elpis).

#### Rome
Dans la religion romaine, l'espérance (en latin spes) est aussi une déesse allégorique, Spes.

### Christianisme
Dans le catholicisme, l'interprétation du Nouveau Testament conduit à distinguer plusieurs vertus théologales qui ont pour but de guider les catholiques dans leurs rapports au monde et à Dieu : l'une de ces vertus est l'espérance.
Le théologien protestant Jacques Ellul estime qu'il est fondamental non seulement de distinguer "espérance" et "espoir" mais de les opposer. Il identifie  l'espoir à l'illusion que tout peut s'arranger sans la présence de Dieu. Or, selon lui, l'espérance n'a de place que quand une situation est jugée désespérée : « L'espoir est la malédiction de l'homme. Car l'homme ne fait rien tant qu'il croit qu'il peut y avoir une issue qui lui sera donnée. Tant que, dans une situation terrible, il s'imagine qu'il y a une porte de sortie, il ne fait rien pour changer la situation. »

## Philosophie
En France, la sagesse populaire réfléchit sur l'espoir par le biais de proverbes comme : « Tant qu'il y a de la vie, il y a de l'espoir » ou au contraire « L'espoir fait vivre ». Des expressions comme « faux espoirs », « espoirs trompeurs » ou « espoirs déçus » mettent en avant le fait que dans certaines situations les espoirs peuvent donner des illusions.
À la Renaissance, le philosophe français René Descartes considère l'espérance comme une passion et l'évoque en 1649 dans son traité Les Passions de l'âme (articles 58, 165, 173). Dans l'article 58, Descartes affirme, que l'espérance dérive du désir et se produit lorsque quelque chose nous incite à penser que la possibilité d'acquérir un bien ou de fuir un malheur est grande (au contraire, lorsqu'on pense que la possibilité est faible, cela excite en nous de la crainte). Poussée à l'extrême, l'espérance se change en une autre passion, la sécurité ou l'assurance (à l'inverse, la crainte extrême devient du désespoir). Dans l'article 165, il définit l'espérance comme une disposition de l'âme à se persuader que ce qu'elle désire adviendra, laquelle est causée par un mouvement particulier des esprits, à savoir par celui de la joie et du désir mêlés ensemble. Il oppose à nouveau l'espérance à la crainte, tout en remarquant qu'il est possible de ressentir les deux à la fois quand on a à la fois des raisons de penser que le désir s'accomplira facilement et d'autres de penser qu'il s'accomplira difficilement. Dans l'article 173, après avoir parlé aux articles précédents du courage et de la hardiesse, il remarque que la hardiesse dépend de l'espérance, puisqu'il est nécessaire de penser que l'on a une chance de parvenir à ses fins pour pouvoir s'opposer avec vigueur aux difficultés qu'on rencontre. Cela implique cependant parfois que les fins en question (le but général qu'on se propose) soient différentes de l'action qu'on est en train de tenter dans l'immédiat : par exemple, des guerriers qui se lancent courageusement dans un combat où ils sont certains de mourir n'ont aucun espoir de survivre, mais peuvent être mûs par l'espoir d'encourager les autres soldats ou bien d'acquérir de la gloire après leur mort.
Au XXe siècle, le philosophe allemand Ernst Bloch consacre à l'espoir un ouvrage intitulé Le Principe espérance, dont la parution s'étale entre 1954 et 1959. Il y étudie conjointement les notions d'espoir et d'utopie.

## Démographie
La notion d'espérance a sa place en démographie, sous un aspect différent : cette science évalue l'espérance de vie (notamment l'espérance de vie humaine) sur des bases statistiques distinctes de l'espoir en tant qu'émotion. Depuis 1990, un critère voisin, l'espérance de vie à la naissance, est utilisé parmi les facteurs calculés pour évaluer l'Indice de développement humain, un indice statistique créé par le Programme des Nations unies pour le développement afin de mesurer le développement humain autrement que sur des bases purement économiques. Cette conception de la notion de développement humain prend en effet en compte le bien-être individuel et collectif dans une société humaine donnée, et donc notamment l'espoir (raisonnable) que peut avoir un être humain quant à la durée probable de sa vie.

## Évocations dans les arts

### Arts visuels

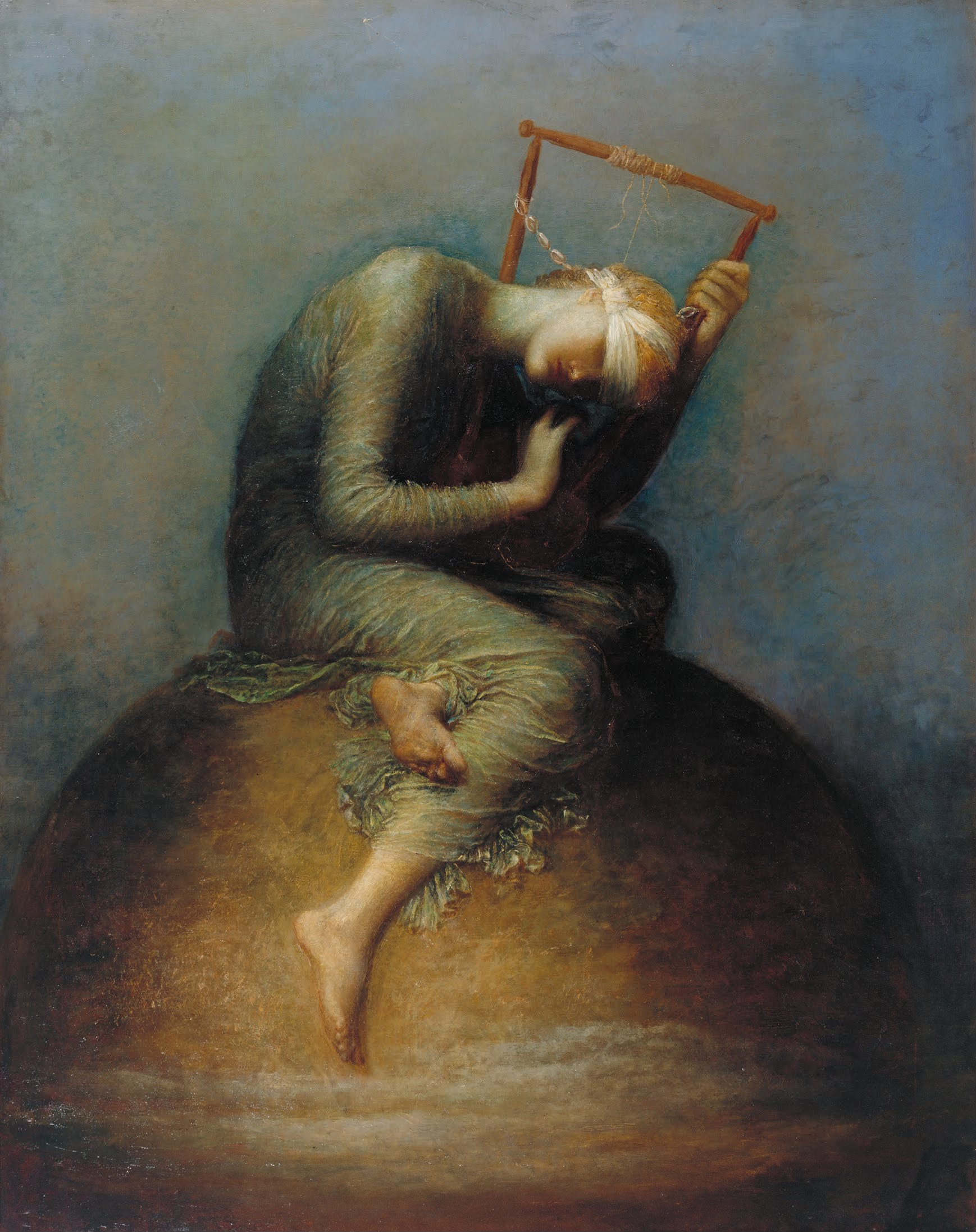
Hope de George Frederic Watts et son atelier, 1885.

À partir du Moyen Âge, les artistes réalisent régulièrement des représentations allégoriques de l'Espoir sous forme de tableaux ou de sculptures. L'espérance en tant que vertu chrétienne est souvent représentée portant une ancre marine, dans une comparaison entre les difficultés de la vie et l'instabilité de la mer, face à laquelle les marins utilisent l'ancre comme instrument de survie et de stabilité.
Au XIXe siècle, le peintre anglais George Frederic Watts et son atelier peignent un tableau allégorique, Hope (Espoir), terminé en 1885.

### Littérature
Au XIXe siècle, plusieurs romanciers écrivent des romans d'apprentissage (Bildungsroman) mettant l'accent sur les espoirs déçus des jeunes gens à leurs débuts dans la société. En France, Honoré de Balzac publie entre 1837 et 1843 Illusions perdues qui relate l'ascension puis l'échec d'un jeune homme plein d'espoirs venu à Paris pour réussir dans la société. En Grande-Bretagne, Charles Dickens publie en 1860 son roman Great Expectations (littéralement De Grandes Attentes) traduit en français par Les Grandes Espérances et qui traite des mésaventures du jeune Pip dans la société anglaise où il est plusieurs fois trompé ou arnaqué.
Au XXe siècle, en 1937, l'écrivain français André Malraux donne pour titre L'Espoir à son roman consacré au début de la Guerre d'Espagne, qui relate les événements allant de juillet 1936 à mars 1937, moment où le camp républicain peut encore espérer gagner la guerre.

#### En philosophie
- Ernst Bloch, Le Principe espérance. 1. Parties 1, 2, 3, Paris, Gallimard, coll. « Bibliothèque de philosophie », impr. 1976 (1re édition 1954).
- Ernst Bloch, Le Principe espérance. 2. Partie 4., Les Épures d'un monde meilleur, traduit de l'allemand par Françoise Wuilmart, Paris, Gallimard, coll. « Bibliothèque de philosophie », 1982 (1re parution dans les années 1950).
- Ernst Bloch, Le Principe espérance. 3. Partie 5., Les images-souhaits de l'instant exaucé, traduit de l'allemand par Françoise Wuilmart, Paris, Gallimard, coll. « Bibliothèque de philosophie », 1991 (1re édition : 1959).
- René Descartes, Les Passions de l'âme, présentation par Pascale d'Arcy, Paris, GF Flammarion, 1996 (articles 58, 165, 173).
- Laurent Gallois, Le souverain bien chez Kant, Paris, Vrin, 2008.
- Adrienne M. Martin, How we hope. A moral psychology, Princeton, Princeton University Press, 2013 (voir recension dans Lectures).
- (en) Kuruvilla Pandikattu, Reasons for hope : its nature, role, and future, Washington (D.C.) : Council for Research in Values and Philosophy, cop. 2005.
- Alexis Philonenko, Jean-Jacques Rousseau et la pensée du malheur. 2. , L'espoir et l'existence, Paris, Vrin, coll. « Bibliothèque d'histoire de la philosophie », 1984.
- Anna Potimianou, Un bouclier dans l'économie des états limites : l'espoir, Paris, Presses universitaires de France, coll. « Le fait psychanalytique », 1992.
- (it) Paolo Rossi, Speranze, Bologne, Mulino, impr. 2009.

#### En sociologie
- Henri Desroche, Sociologie de l'espérance, Paris, Calmann-Lévy, 1973.
- Claude Giraud, De l'espoir : sociologie d'une catégorie de l'action, Paris, L'Harmattan, 2007.[réf. incomplète]

#### Dans les religions
- François Van Menxel, Elpis, espoir, espérance : études sémantiques et théologiques du vocabulaire de l'espérance dans l'hellénisme et le judaïsme avant le Nouveau Testament, Frankfurt am Main, P. Lang, coll. « Publications universitaires européennes, série XXIII, Théologie, volume 213 », 1983.

#### Dans les arts
- Ashok Adicéam et Sylvie Mallet (dir.), Hope ! : une exposition d'art contemporain sur l'espoir, Dinard, Palais des arts, 12 juin-12 septembre 2010, Paris, Skira-Flammarion ; Dinard, Ville de Dinard, impr. 2010.
- Collectif, Une salve d'avenir : l'espoir, anthologie poétique : poèmes inédits, préface d'Edgar Morin, Paris, Gallimard, 2004.
- (en) Mark Eaton et Emily Griesinger (éd.), The gift of story : narrating hope in a postmodern world, Waco (Texas), Baylor university press, cop. 2006.
- (en) Flo Keyes, The literature of hope in the Middle Ages and today : connections in medieval romance, modern fantasy, and science fiction, Jefferson : McFarland, cop. 2006.
- Bernard Matussière, Au cœur du monde, la Chaîne de l'espoir, textes de Enki Bilal, Marie Desplechin, Éric Fottorino, et alii, Paris, P. Rey, impr. 2008.
- (en) Martha Westwater, Giant despair meets hopeful : Kristevan readings in adolescent fiction, Edmonton, University of Alberta press, cop. 2000.